# Dwayne Hicks
Cabo Dwayne Hicks é um personagem fictício da franquia Alien. Aparecendo pela primeira vez no filme Aliens, que foi interpretado pelo ator Michael Biehn. O personagem é um cabo sênior do Corpo de Fuzileiros Navais Coloniais dos Estados Unidos a bordo da USS Sulaco e é um dos únicos 4 sobreviventes da expedição da tripulação da Sulaco a LV-426, junto com Ellen Ripley, Rebecca "Newt" Jorden e o androide Bishop. Hicks é morto durante a introdução da sequência do filme Alien 3, uma decisão que recebeu reação negativa dos fãs da franquia. Hicks mais tarde retorna como o principal protagonista do videogame Aliens: Colonial Marines.

## Biografia fictícia

### Aliens
O cabo Dwayne Hicks e sua unidade foram selecionados pelo tenente Gorman (William Hope) para serem enviados em missão ao planeta LV-426, acompanhados pelo representante da Weyland-Yutani Corporation, Carter Burke (Paul Reiser) e a única sobrevivente do USCSS Nostromo, Ellen Ripley (Sigourney Weaver). Como o resto de sua equipe, Hicks acreditava que a missão era uma perda de tempo, e a crença de Ripley de que havia formas de vida alienígenas no planeta era absurda e eles apenas iriam descobrir um colapso nas comunicações na colônia de Hadley's Hope. Eventualmente, o grupo descobre um laboratório com "Facehuggers", buracos no chão do sangue ácido do Xenomorfo e uma jovem se escondendo das criaturas chamadas Newt (Carrie Henn). Os fuzileiros navais descem ainda mais na colônia, onde encontram a colmeia do Xenomorfo. Um dos colonos deu à luz um "Chestburster", que foi incendiado pelo sargento Apone (Al Matthews), que acordou os alienígenas e atacou os fuzileiros navais. Enquanto o esquadrão da marinha estava sendo massacrado pelos alienígenas, Hicks, juntamente com os soldados Hudson (Bill Paxton) e Vasquez (Jenette Goldstein) conseguiram escapar de volta à APC com Newt.
Com Apone morto e Gorman sem resposta, Hicks assumiu automaticamente o comando dos sobreviventes, Ripley, Hudson, Vasquez, Newt, Burke, Gorman e o andr (Lance Henriksen). Ripley e Hicks planejam um plano para dizimar o complexo com um ataque nuclear em órbita para garantir com sucesso que todos os Xenomorfos foram erradicados. Antes que os sobreviventes pudessem ser escoltados de volta a Sulaco em segurança, um Xenomorfo matou o piloto Ferro (Colette Hiller) e bateu sua aeronave na APC. O grupo vasculha os destroços em busca de equipamentos recuperáveis e se retira para o Centro de Operações para se reunir com Bishop. Eles fortalecem a área selando pontos de acesso e posicionando armas de sentinela em locais importantes. Bishop então revela ao grupo que o Processador de Atmosfera havia sido danificado em batalha e explodiria em várias horas, e que o acidente da nave destruiu os sistemas que impediriam que isso acontecesse. Em resposta a isso, Hicks formulou um plano que envolveria Bishop remotamente pilotando o segundo navio a bordo da Sulaco para a superfície a partir do transmissor da colônia. Durante isso, Hicks instruiu Ripley como usar o rifle de pulso M41A para autodefesa. Hicks depois responde a um alarme de incêndio que foi acionado no laboratório médico, apenas para descobrir que Ripley e Newt estavam presos dentro de casa com dois Facehuggers vivos. Hicks resgata Ripley e Newt e descobre que Burke pretendia contrabandear os espécimes de Xenomorfo de volta à Terra, impregnando Ripley e Newt. Hicks queria executar Burke por sua traição, mas é parado por Ripley, que exige que ele enfrente a justiça por seus crimes na Terra. Durante esse confronto, os Xenomorfos cortaram o poder do prédio e lançaram um ataque ao grupo.
A batalha que se seguiu ceifou a vida de Hudson e Burke, fazendo com que os sobreviventes restantes escapassem pelos dutos de ventilação da colônia, onde Vasquez e Gorman são encurralados por Xenomorfos e sacrificam suas vidas detonando uma granada de mão para evitar serem capturados e impregnados. A explosão fez com que Newt caísse em um poço separado, onde, apesar dos melhores esforços de Ripley e Hicks para salvá-la, ela é capturada por um Xenomorfo. Enquanto tentam escapar, Ripley e Hicks são encurralados por um Xenomorfo em um elevador, cujo sangue ácido queima severamente o rosto de Hicks e começa a derreter através de sua armadura no peito. Ripley e Hicks chegam ao dropship, onde Hicks é sedado por Bishop, e incentiva Ripley a salvar Newt, revelando a ela seu primeiro nome e pedindo que ela se apresse antes que ele caia inconsciente. Depois que Ripley retorna com Newt e derrota com sucesso a rainha Xenomorph a bordo da Sulaco, Hicks é colocado em cryosleep para a viagem de volta à Terra.

### Alien 3
No início do Alien 3, um ovo Alien choca a bordo da Sulaco, com um facehugger se aproximando de Ripley. Ele se machuca tentando entrar em seu criotubo, com seu sangue ácido iniciando um incêndio no sub-piso. Isso faz com que os pods criogênicos sejam ejetados no oceano da Fiorina 161. O acidente resulta em Newt sendo afogado em seu criotubo, Hicks sendo empalado e esmagado por uma viga de suporte e Bishop sendo danificado ainda mais, deixando Ripley novamente como a única sobrevivente. Os corpos de Hicks e Newt são cremados e Bishop é desligado depois de relatar o registro do navio e depois de pedir a Ripley para tirá-lo de sua miséria.

### Aliens: Colonial Marines
No jogo Aliens: Colonial Marines, é revelado que Hicks tentou enviar um pedido de socorro antes de entrar no modo cryosleep, mas a mensagem foi bloqueada pela Weyland-Yutani e nunca foi transmitida. Hicks foi acordado de seu sono profundo pelos colonos Samuel Stone e Turk devido a uma emergência que buscava ajuda militar. Um tiroteio entre a corporação Weyland-Yutani e os colonos ocorreu, o que fez com que uma bala roçasse o Facehugger preso a Ripley, fazendo com que o sangue ácido iniciasse um incêndio elétrico. Na briga, Turk foi jogado no criotubo aberto de Hicks e se tornou a vítima testemunhada em Alien 3, retconizando a morte de Hicks. Hicks e Stone viajaram pela Sulaco, matando quaisquer PMCs e Xenomorfos da Weyland-Yutani com os quais se depararam antes de embarcar em um esquife para o planeta Fiorina 161. Hicks e Stone mais tarde observariam Ripley sacrificando sua vida para impedir que a Companhia obtivesse o Queen Chestburster que ela era habitando. O desespero de Hicks fez com que os dois fossem localizados e capturados por Michael Bishop.
Hicks e Stone foram levados para uma nave da Weyland-Yutani chamada "The Resolute", onde foram interrogados por informações, o que resultou na execução de Stone por não cumprimento. Hicks foi libertado pelo pesquisador Rick Levy e os dois lutaram através da nave para transmitir o pedido de socorro de Hicks no meio de um surto de Xenomorfo. Bishop destruiu o uplink antes que a transmissão pudesse ser concluída, mas a transmissão incompleta chamou a atenção da USCM, que havia enviado um esquadrão para Hadley's Hope. Mais tarde, Hicks seria resgatado pelo esquadrão a bordo da USS Sephora. A equipe da Sephora, juntamente com Hicks, confrontou Michael Bishop, o que resultou na execução de Hicks, revelando que ele era simplesmente outro duplo androide.

## Produção

### Elenco
Antes de Biehn ser escalado, o ator James Remar foi escalado para o papel de Hicks, e filmado por duas semanas. Na época, Remar era um viciado em drogas e foi preso por posse de substâncias ilícitas. A prisão do ator e os problemas com drogas levaram James Cameron a demitir Remar e apressadamente escalar Biehn. Devido ao seu atraso no elenco, Biehn não conseguiu personalizar a armadura de combate de seu personagem, como os outros atores haviam feito. Biehn rejeitou o cadeado no coração que recebeu, brincando que era como um alvo gigante no peito. Remar ainda aparece brevemente no produto final em uma cena ampla da colmeia de Xenomorfo. No entanto, as costas do ator estão voltadas para a câmera, tornando quase impossível perceber a diferença entre os dois atores. O ator Stephen Lang também fez o teste para o papel, mas ele não conseguiu, no entanto, James Cameron lembrou-se de Lang e o escalou em seu filme de 2009, Avatar.

### Controvérsia de Alien 3
No roteiro inicial de William Gibson para Alien 3, Hicks e Bishop se tornariam os novos protagonistas principais da série e seriam implantados em uma estação espacial, com o roteiro terminando com um cliffhanger configurando a próxima parte a ser realizada na Terra. Este roteiro foi posteriormente rejeitado. Embora Biehn não tenha tido problemas com a morte de Hicks, ele se opôs à morte do personagem no início do filme. Biehn acreditava que Hicks deveria ter aparecido ao lado de Ripley, para desenvolver ainda mais o relacionamento entre os dois, antes de ser morto. Mais tarde, Biehn entraria com uma ação contra a 20th Century Fox pelo uso não autorizado de sua imagem no filme.

### Alien 5 de Neill Blomkamp
Hicks estava programado para retornar no projeto de Aliens, do diretor Neill Blomkamp, intitulado Alien 5. Biehn estava programado para reprisar o papel ao lado de Sigourney Weaver retornando como Ripley. No entanto, o projeto passou por um grande desenvolvimento devido aos filmes prequel  de Ridley Scott, Prometheus e Alien: Covenant. O projeto foi posteriormente cancelado após a fusão Disney-Fox.

### Reação de James Cameron à morte de Hicks
O diretor de Aliens, James Cameron, registrou sua antipatia pelo tratamento de Hicks, Newt e Bishop em Alien 3. No entanto, os comentários de Cameron seriam mais tarde criticados por adotar um método semelhante ao matar um personagem favorito dos fãs no início do filme, após a morte de John Connor em Terminator: Dark Fate.

### Sequências alternativas
Antes do início da produção de Alien³, a Dark Horse Comics produziu uma série de quadrinhos que acompanha os personagens de Aliens. Nessa série, Hicks, Newt e Bishop sobrevivem à fuga da Sulaco com Ripley e continuam a lutar contra os Xenomorfos. Com o lançamento de Alien³, essa série de quadrinhos foi considerada um universo alternativo do cânone "oficial" da série Alien e quando a série foi refeita para lançamento (a arte em preto e branco foi colorizada e os personagens reformulados) e o personagem de Hicks foi renomeado para Wilks (com um quadro perdido ainda se referindo a ele como Hicks, o único lembrete do texto original).
A história começa dez anos depois de Aliens, encontramos Newt e Hicks de volta à Terra. Ripley desapareceu misteriosamente e não estava na nave da Marinha quando voltou à Terra. Hicks ainda está nos fuzileiros navais, mas agora ele é um solitário e um causador de problemas. Seus colegas fuzileiros o evitam porque temem que ele tenha algum tipo de infecção alienígena estranha. Além disso, o fato de que metade do rosto está terrivelmente marcado por sangue com ácido xenomorfo apenas prejudica seu status social.

### Similarity to other characters
A atuação de Michael Biehn como Cabo Hicks é semelhante a atuação de Kyle Reese no filme The Terminator. Aliens e The Terminator foram dirigidos por James Cameron e em ambos os filmes, Michael Biehn interpreta militares simpáticos, mas heroicos, que se relacionam com fortes protagonistas femininas.

## Recepção
A atuação de Hicks de Michael Biehn foi aclamada por fãs e críticos pela intuição do personagem, pela maneira estratégica de pensar e pela química entre Biehn e Sigourney Weaver. Hicks rapidamente se tornou um personagem favorito dos fãs da franquia e um dos personagens mais reconhecíveis. A morte do personagem em Alien 3 foi vista como desrespeitosa e insatisfatória pelos fãs da franquia, que desde então esperavam que o personagem retornasse à franquia. O personagem também se tornou, sem dúvida, o desempenho mais icônico e notável de Michael Biehn em sua carreira, ao lado de Kyle Reese. Devido à reação da morte do personagem, Biehn reprisou seu papel no jogo Aliens: Colonial Marines, que retoma sua morte e estabeleceu Hicks como o verdadeiro último sobrevivente da USS Sulaco. Biehn também reprisou seu papel na dramatização sonora do roteiro não utilizado de Alien 3, escrito por William Gibson, ao lado de Lance Henriksen retornando como Bishop.

### Premiações
Em 1987, Michael Biehn foi nomeado para Melhor Ator no Saturn Awards pela  Academia de Filmes de Ficção Científica, Fantasia e Horror dos Estados Unidos por sua atuação como Cabo Hicks em Aliens. Mas o prêmio acabou sendo dado a Jeff Goldblum por sua atuação como Seth Brundle em The Fly.